# Cerco de Siracusa (214–212 a.C.)
O Cerco de Siracusa pela República Romana aconteceu de 214-212 a.C. Ao fim do cerco, a cidade Helenística de Siracusa, situada na costa leste da Sicília, caiu. Os romanos invadiram a cidade depois de um cerco prolongado, dando-lhes o controle de toda a ilha da Sicília. Durante o cerco a cidade era protegida por armas desenvolvidas por Arquimedes, o grande inventor e polímata. Ao fim do cerco Arquimedes foi morto por um soldado romano, que violou as instruções do general romano Marcelo para poupar sua vida.

## Prelúdio
A Sicília, que foi arrancada do controle de Cartago durante a Primeira Guerra Púnica, foi a primeira província da República Romana. O Reino de Siracusa foi uma região aliada independente no sudeste da ilha, e um aliado próximo de Roma durante o longo reinado do rei Hierão II. Em 215 a.C., o neto de Hierão, Hieronymus, subiu ao trono com a morte de seu avô, e caiu sob a influência de uma facção anti-romana, que incluía dois de seus tios entre a elite de Siracusa. Apesar do assassinato de Hieronymus e da remoção dos líderes pró-cartagineses, Roma reagiu com ameaças sobre o perigo que uma aliança entre Cartago e Siracusa causaria, forçando os novos líderes republicanos de Siracusa a se preparar para a guerra.
Apesar dos esforços diplomáticos, a guerra entre a República Romana e o Reino de Siracusa irrompeu em 214 a.C. enquanto os romanos ainda lutavam com Cartago, no auge da Segunda Guerra Púnica.
Uma força romana liderada pelo general Marco Cláudio Marcelo sitiou a cidade portuária tanto por mar quanto por terra. A cidade, situada na costa oriental da Sicília, era famosa por suas  significativas fortificações, com grandes muralhas que protegiam a cidade de ataques. Entre os defensores de Siracusa estava o matemático e cientista Arquimedes.

## Sítio
A cidade foi ferozmente defendida por muitos meses contra todas as medidas tomadas pelos romanos. Percebendo o quão difícil seria o cerco, os romanos trouxeram seus próprios dispositivos e invenções para ajudar no ataque. Estes incluíram a sambuca, uma torre de cerco flutuante e com ganchos, bem como navios equipados com escadas que seriam baixadas com roldanas nas muralhas da cidade.
Apesar destas novas invenções, Archimedes  criou máquinas defensivas para lutar contra os esforços dos romanos, incluindo um enorme guindaste equipado com ganchos, que foi usado para erguer os navios inimigos fora do mar antes de soltá-los para sua destruição. Diz a lenda que ele também criou um espelho gigante, que foi usado para desviar os poderosos raios solares do Mediterrâneo para as velas dos navios, incendiando-os, embora não haja prova de que tal arma tenha existido. Estas medidas, junto ao fogo de ballistas e onagros montados nas muralhas da cidade, frustraram os romanos e os forçaram a tentar uma custosa agressão direta.

## O rei afogado
O cerco ocasionou uma situação conhecida no xadrez como Rei afogado, com os romanos incapazes de forçar a entrada na cidade ou manter um bloqueio forte o suficiente para impedir a cidade de receber suprimentos, e os cidadãos de Siracusa incapazes de forçar os romanos a bater em retirada. Os cartagineses perceberam o potencial obstáculo que um contínuo cerco à Siracusa poderia causar ao esforço de guerra romano, e tentaram livrar a cidade de seus sitiantes, mas foram rechaçados. Apesar de terem planejado uma outra tentativa, os cartagineses não conseguiram reunir as tropas e navios necessários, por causa da guerra em andamento contra os romanos na Hispânia, deixando Siracusa à própria sorte.

## Vitória
Os sucessos de Siracusa em repelir o cerco romano deixou seus habitantes muito confiantes. Em 212 a.C., os romanos receberam a informação de que os habitantes da cidade iriam participar do festival anual da deusa Ártemis. Uma pequena parcela dos soldados romanos se aproximou das muralhas da cidade na calada da noite. Eles escalaram a muralha e mataram os poucos guardas que estavam de vigia, sendo reforçados por mais e mais soldados que atacaram os relaxados cidadãos, enquanto os portões da cidade eram abertos para o resto de suas forças.
Marco Cláudio ordenou que Arquimedes, o renomado matemático e inventor dos artifícios mecânicos que tanto atrapalharam o cerco dos romanos, não fosse morto. Arquimedes, que estava com 78 anos de idade, continuou seus estudos em casa após a invasão da cidade, e teve seus estudos interrompidos por um soldado romano. Arquimedes protestou contra a interrupção de seu trabalho e grosseiramente mandou o soldado deixá-lo. O soldado, sem saber quem ele era, matou Arquimedes imediatamente.
Os romanos passaram a controlar a parte externa da cidade, mas o restante da população de Siracusa rapidamente correu para a cidadela interior, oferencendo contínua resistência. Os romanos, por sua vez, cercaram a cidade, e dessa vez conseguiram cortar o abastecimento de suprimentos desta área reduzida. Após um prolongado cerco de oito meses, que trouxe imensas dificuldades aos defensesores por causa da fome, um traidor de Siracusa finalmente abriu os portões para os romanos. Frustrados e famintos após o prolongado cerco, os romanos invadiram enlouquecidamente a cidadela, matando muitos dos resistentes onde se encontravam e escravizando a maioria do restante. A cidade foi então saqueada e destruída.

## Resultados
A cidade estava agora novamente sob controle dos romanos, que então reuniriam toda a Sicília em uma província romana. A tomada de Siracusa garantiu que os cartagineses não teriam um "pé" na Sicília, que poderia dar a eles suporte na campanha italiana de Aníbal. Isso permitiu aos romanos concentrar suas forças na Espanha e na Itália. A ilha foi usada como um ponto vital de recursos para a vitoriosa campanha romana na África, dez anos depois, e provaria sua importância nos conflitos romanos vindouros na África e na Grécia.